# Biserica Velența din Oradea
Biserica Velența din Oradea sau Biserica Ortodoxă cu hramul Sfinții Arhangheli Mihail și Gavril din Oradea, este una dintre cele mai vechi așezări de cult, de religie ortodoxă din oraș. Această biserică a fost construită în perioada 1768-1779 în locul unei biserici de lemn (fostă catedrală episcopală la cumpăna veacurilor 17-18). Lucrările la biserica de zid au fost conduse de inginerul de origine austriacă Schultz.
Biserica a fost refăcută în urma gravului incendiu din anul 1836. Lucrările la biserică sunt finalizate în anul 1864 când i se atașează și turnul ajungând la forma actuală. Lăcașul bisericesc are un număr de 49 icoane și trei uși cu inscripții în limba greacă. Amvonul are nouă icoane de ierarhi.
În biserică sunt expuse icoane pictate pe lemn și pânză din secolul al XVIII-lea extrem de valoroase. Pictura cea mai admirată de către credincioși, ce datează din 1787 înfățișează: răstignirea, pe Sfinții Cosma și Damian, pe Sfânta Fecioară Maria cu pruncul în brațe.
După ultima renovare a bisericii în anul 2004, s-a pus un accent deosebit pe culoarea galbenă în exterior și auriu în interior.